# Acraea zambesina
Acraea zambesina är en fjärilsart som beskrevs av Aurivillius 1908. Acraea zambesina ingår i släktet Acraea och familjen praktfjärilar. Inga underarter finns listade i Catalogue of Life.